# Вјера Рашковић Зец
Вјера Рашковић Зец (Книн, 20. март 1935) српска је професорка књижевности, списатељица и рецензенткиња. Своју каријеру је градила у Кини, Сједињеним Америчким Државама и Аустрији, у којој и данас живи.

## Биографија
Вјера Рашковић Зец је рођена у Книну, у породици Рашковић, од оца Душана и мајке Лукијане Савке (дев. Лукавац), који су поред ње имали и двојицу синова – Срђана и Јована. Основну школу и гимназију завршила је у Загребу, а потом дипломирала и магистрирала књижевност на Филозофском факултету Свеучилишта у Загребу. Докторирала је 1979. на Филозофском факултету Универзитета у Новом Саду на тему „Развијање стваралачких способности ученика радом у слободним активностима везаним за средњошколску наставу матерњег језика и књижевности”. Од 1978. до 1979. била је предавач на Универзитету у Пекингу, од 1983. до 1984. лектор на „Корнел” универзитету у држави Њујорк, САД, а по пресељењу у аустријску престоницу 1987. наставник допунске и интегративне наставе у Бечком просветном одбору до 1993.
Написала је неколико десетина литерарних – поетских и прозних – и више од двеста стручно-научних дела из области методике наставе књижевности и педагогије. Њена драма „Прољећа недопјевана” о Масакру у Крагујевцу 1941. извођена је од 1959. широм СФРЈ. Ауторка је многих рецензија књига српских писаца из Беча, али и из Аустралије и САД.
Некадашња је председница Културне заједнице југословенских радника (касније српских) и других удружења. Почасна је чланица Удружења књижевника Србије и чланица Клуба књижевника „Орфеј са Млаве” и Српског просвјетног и културног друштва „Просвјета” Аустрија.
Добитница је награда Културне заједнице Југославије, загребачког „Телеграма” за роман „Дуго путовање до срца” (1968) и београдске Академије „Иво Андрић” за књигу песама „Завичаји стари – завичаји нови – зли цвјетови” (2004). Њен роман „Тамо-амо по беломе свету” преведен је 2014. на немачки језик, а радови су јој заступљени у бројним зборницима и антологијама, између осталих и у „Антологији нове аустријске лирике” 2008.
Активна је у културно-уметничком животу српске заједнице у Бечу. Члан је Управног одбора Аустријско-српског културног друштва "Вилхелмина Мина Караџић".
Едиција „Сабрана дјела Вјере Рашковић Зец” објављује се од 2016. и до сада је публиквано девет књига, а у плану је још шест.
Увршћена је у „Енциклопедију националне дијаспоре”, коју уређује Иван Калаузовић Иванус.

## Одабрана дела

### Књиге
- Рашковић Зец, В. (1968). Дуго путовање до срца. Ријека: Отокар Кершовани.
- Рашковић Зец, В. (1983). Тврда средина круха. Загреб: Школске новине.
- Рашковић Зец, В. (1987). Латице једног цвијета – приповијест о д‌јеци из логора „Јастребарско”, према документима Пионирског центра „Братство и јединство” Јастребарско и Д. Лукића, „Рат и д‌јеца Козаре”. Загреб: Школске новине.
- Рашковић Зец, В. (1989). Уморна птица. Загреб.
- Рашковић Зец, В. (1990). Мрак – загребачка крими-прича – роман. Загреб: издање аутора.
- Рашковић Зец, В. (1999). Сјене изгубљене. Београд: Мидим принт.
- Рашковић Зец, В. (2000). А онда седамдесет и осам дана би ноћ. Београд: Мидим принт.
- Рашковић Зец, В. (2001). И оде Балкан у Јевропу. Београд: Армон.
- Рашковић Зец, В. (2004). Завичаји стари – завичаји нови – зли цвјетови. Београд: Армон. ISBN 86-902473-2-7.
- Рашковић Зец, В. (2007). Балкански синдром – староставници породичног романа – свидетељство истино. Београд: Signature. ISBN 978-86-83745-80-7.
- Рашковић Зец, В. (2010). Тамо-амо по беломе свету – ћуш-роман. Београд: Матица исељеника Србије. ISBN 978-86-82269-11-3.
- Рашковић Зец, В. (2011). Матуша – роман. Београд: Архивар. ISBN 978-86-84937-13-3.
- Рашковић Зец, В. (2011). Балкански синдром – староставници породичног романа – свидетељство истино. Београд: Архивар. ISBN 978-86-84937-14-0.
- Рашковић Зец, В. (2012). Ogni speranza. Смедеревска Паланка: Народна библиотека. ISBN 978-86-85005-50-3.
- Raskovic Zec, V. (2014). Weder hier noch dort: Hin- und Herfahrt auf der Linie Wien-Negotin. München–Neckenmarkt–Zürich: Novum pro. ISBN 978-3990382974.
- Рашковић Зец, В. (2015). Пасијанс или стрпљење. Каменово–Беч: Клуб књижевника „Орфеј са Млаве” – Српско просвјетно и културно друштво „Просвјета” Аустрија. ISBN 978-86-87539-12-9.
- Рашковић Зец, В. (2016). Латице једног цвијета – рецитал. Беч: Свет књиге. ISBN 978-86-7396-551-2.

### Сабрана дела
- Рашковић Зец, В. (2016). Поезија. Беч: Српско просвјетно и културно друштво „Просвјета” Аустрија. ISBN 978-86-7842-357-4.
- Рашковић Зец, В. (2017). Приче. Београд: Свет књиге. ISBN 978-86-7396-603-8.
- Рашковић Зец, В. (2018). Кратки романи 1. Београд: Свет књиге. ISBN 978-86-7396-655-7.
- Рашковић Зец, В. (2018). Кратки романи 2. Београд: Свет књиге. ISBN 978-86-7396-656-4.
- Рашковић Зец, В. (2019). Балкански синдром – староставници породичног романа – свидетељство истино. Београд: Свет књиге. ISBN 978-86-7396-693-9.
- Рашковић Зец, В. (2020). Пасијанс или стрпљење. Београд: Свет књиге. ISBN 978-86-7396-752-3.
- Рашковић Зец, В. (2020). Тамо-амо по беломе свету – ћуш-роман. Београд: Свет књиге. ISBN 978-86-7396-753-0.
- Рашковић Зец, В. (2020). Разговор с Аџијом. Београд: Свет књиге. ISBN 978-86-7396-773-8.
- Рашковић Зец, В. (2022). Корона – освета црне краљице. Београд: Свет књиге. ISBN 978-86-7396-831-5.

### Зборници, антологије и периодика
- Рашковић Зец, В. (1977). „На маргини школских листова”. Умјетност и дијете – двомјесечник за естетски одгој, д‌јечје стваралаштво и друштвене проблеме младих. Загреб: Центар за ваншколски одгој Савеза друштава „Наша д‌јеца” СРХ. 8 (50): 73—82. ISSN 0503-1575.
- Рашковић Зец, В. (1979). Развијање стваралачких способности ученика радом у слободним активностима везаним за средњошколску наставу матерњег језика и књижевности – докторска дисертација. Нови Сад.
- Рашковић Зец, В. (1979). „Кинеско дијете и умјетност”. Умјетност и дијете – двомјесечник за естетски одгој, д‌јечје стваралаштво и друштвене проблеме младих. Загреб: Центар за ваншколски одгој Савеза друштава „Наша д‌јеца” СРХ. 11 (60): 11—15. ISSN 0503-1575.
- Рашковић Зец, В. (1979). „Проблематика д‌јечје креативности у часопису Умјетност и дијете”. Умјетност и дијете – двомјесечник за естетски одгој, д‌јечје стваралаштво и друштвене проблеме младих. Загреб: Центар за ваншколски одгој Савеза друштава „Наша д‌јеца” СРХ. 11 (60): 46—52. ISSN 0503-1575.
- Рашковић Зец, В. (1981). „Срцем расту снаге за пјесму – рат и револуција у д‌јечјем књижевном изразу”. Умјетност и дијете – двомјесечник за естетски одгој, д‌јечје стваралаштво и друштвене проблеме младих. Загреб: Центар за ваншколски одгој Савеза друштава „Наша д‌јеца” СРХ. 13 (76–77): 49—73. ISSN 0503-1575.
- Рашковић Зец, В. (1982). „Између два језика и двије културе – језик и књижевни израз д‌јеце наших радника изван домовине”. Умјетност и дијете – двомјесечник за естетски одгој, д‌јечје стваралаштво и друштвене проблеме младих. Загреб: Центар за ваншколски одгој Савеза друштава „Наша д‌јеца” СРХ. 14 (78): 22—42. ISSN 0503-1575.
- Рашковић Зец, В. (1983). „Прва двојезична књига за д‌јецу”. Умјетност и дијете – двомјесечник за естетски одгој, д‌јечје стваралаштво и друштвене проблеме младих. Загреб: Центар за ваншколски одгој Савеза друштава „Наша д‌јеца” СРХ. 15 (4(87)): 56—62. ISSN 0503-1575.
- Рашковић Зец, В. (1984). „Дијете у Крлежину свијету”. Умјетност и дијете – двомјесечник за естетски одгој, д‌јечје стваралаштво и друштвене проблеме младих. Загреб: Центар за ваншколски одгој Савеза друштава „Наша д‌јеца” СРХ. 16 (4(93)): 255—263. ISSN 0503-1575.
- Рашковић Зец, В. (1985). „Нека мирно плове броди мира”. Умјетност и дијете – двомјесечник за естетски одгој, д‌јечје стваралаштво и друштвене проблеме младих. Загреб: Центар за ваншколски одгој Савеза друштава „Наша д‌јеца” СРХ. 17 (6(101)): 489—508. ISSN 0503-1575.
- Рашковић Зец, В. (1985). „Богатство д‌јечјег филмског стваралаштва”. Умјетност и дијете – двомјесечник за естетски одгој, д‌јечје стваралаштво и друштвене проблеме младих. Загреб: Центар за ваншколски одгој Савеза друштава „Наша д‌јеца” СРХ. 17 (6(101)): 527—535. ISSN 0503-1575.
- Рашковић Зец, В. (1986). „Сретно сам дијете слободе”. Умјетност и дијете – двомјесечник за естетски одгој, д‌јечје стваралаштво и друштвене проблеме младих. Загреб: Центар за ваншколски одгој Савеза друштава „Наша д‌јеца” СРХ. 18 (1/2(102/103)): 125—128. ISSN 0503-1575.
- Рашковић Зец, В. (1986). „Још један доказ занимања д‌јеце за књигу”. Умјетност и дијете – двомјесечник за естетски одгој, д‌јечје стваралаштво и друштвене проблеме младих. Загреб: Центар за ваншколски одгој Савеза друштава „Наша д‌јеца” СРХ. 18 (3(104)): 211—214. ISSN 0503-1575.
- Рашковић Зец, В. (1986). „Д‌јеца најљепше воле – анализа д‌јечјег литерарног стваралаштва”. Умјетност и дијете – двомјесечник за естетски одгој, д‌јечје стваралаштво и друштвене проблеме младих. Загреб: Центар за ваншколски одгој Савеза друштава „Наша д‌јеца” СРХ. 18 (6(107)): 415—435. ISSN 0503-1575.
- Рашковић Зец, В. (1987). „Бајка о глиненој птици Григора Витеза”. Умјетност и дијете – двомјесечник за естетски одгој, д‌јечје стваралаштво и друштвене проблеме младих. Загреб: Центар за ваншколски одгој Савеза друштава „Наша д‌јеца” СРХ. 19 (1/2(108/109)): 151—161. ISSN 0503-1575.
- Рашковић Зец, В. (1987). „Радосно у радосни живот гледаше”. Умјетност и дијете – двомјесечник за естетски одгој, д‌јечје стваралаштво и друштвене проблеме младих. Загреб: Центар за ваншколски одгој Савеза друштава „Наша д‌јеца” СРХ. 19 (5/6(112/113)): 419—453. ISSN 0503-1575.
- Рашковић Зец, В. (1988). „Д‌јечја дијалектална поезија”. Умјетност и дијете – двомјесечник за естетски одгој, д‌јечје стваралаштво и друштвене проблеме младих. Загреб: Центар за ваншколски одгој Савеза друштава „Наша д‌јеца” СРХ. 20 (1(114)): 23—32. ISSN 0503-1575.
- Рашковић Зец, В. (1988). „Д‌јечја штампа у домовинском одгоју и настави”. Домовински одгој и настава – прилози методици одгојно-образовног рада с д‌јецом југославенских грађана у иноземству. Загреб: Школска књига. стр. 181—200. ISBN 86-03-99062-X.
- Рашковић Зец, В. (2004). „Чувари тајне”. Књижевне новине – орган Савеза књижевника Југославије. Београд: Савез књижевника Југославије. 56 (1109/1110): 11. ISSN 0023-2416.
- Raskovic Zec, V. (2008). Neue österreichische Lyrik – und kein Wort Deutsch. Innsbruck: Haymon. ISBN 978-3852185712.
- Рашковић Зец, В.; Рашковић Ивић, С., ур. (2023). Јован наше душе. Београд: Свет књиге. ISBN 978-86-7396-860-5.